# Makan Dioumassi
Makan Dioumassi, né le 21 juillet 1972 à Paris (France), est un ancien joueur français de basket-ball désormais entraineur.
Connu pour ses qualités de défenseur, il s'est notamment illustré lors du quart de finale  aux Jeux olympiques de Sydney en 2000 en étouffant Steve Nash. Il participe aussi au Championnat d'Europe à Stockholm en 2003.

## Parcours sportif
Makan Dioumassi a dix-sept ans lorsqu’il est repéré lors d’une rencontre inter-collèges de basket-ball par un recruteur du Racing Club de Paris. Lui qui jusqu’alors pratiquait surtout le football en club (français et américain), ainsi que le tennis et le basket-ball, s’engage dans un cursus « Espoirs » dans le club parisien, en 1989. Il y décroche sa première licence, et y reste deux ans. Deux ans au cours desquels il devient vice-champion de France « Espoirs » et se qualifie avec son équipe en finale du « Trophée du futur ».
À 19 ans, il s’engage à Saint-Brieuc, une équipé réputée pour ses qualités défensives. Son entraîneur, Yann Lemanach, lui fait quitter sa position de 2-3 et lui apprend le rôle de meneur de jeu. Makan apprend vite les fondements de la défense, et arrivé au départ comme remplaçant, il s’impose très vite comme titulaire.
En raison d’obligations militaires, Makan Dimouassi part à Tours, en 1994. Il n’y reste qu’une année et finit vice-champion de Pro B, au terme d’une finale perdue en cinq manches contre Besançon. Lors de la finale  de la coupe de France qu’il dispute à Tours contre Montpellier, Makan Dioumassi fait la deuxième rencontre décisive de sa carrière : celle d’Alain Weisz, entraîneur du club montpelliérain, qui va devenir, et pour les années à venir, son véritable mentor. Makan Dioumassi le suit à Montpellier où il signe pour deux ans, puis au Mans où Alain Weisz est désormais installé.
Makan Dioumassi y fait trois saisons pleines, occupant le poste de deuxième arrière, mais aussi de capitaine durant deux ans. Sous sa houlette, le club renoue avec la victoire (équipe de France « Espoirs »). C’est au cours de cette période que l’équipe nationale lui offre sa première sélection, en 2000, pour les Jeux olympiques de Sydney.
Après les Jeux olympiques, Makan Dioumassi part d’abord à Trieste, en Italie, qu'il quitte rapidement le club pour Bologne où il finit la saison. C’est l’Espagne, ensuite qui le sollicite : Makan Dioumassi choisit alors Séville, où il part en 2001 jouer sous les ordres de Marco Crespi, et où il participe à la Coupe de Roi.
Makan Dioumassi revient à Hyères, en 2002. Il est meilleur marqueur du championnat, permettant au club de Hyères de se hisser dans le peloton de tête. En 2003, il rejoint le club le plus titré de France, l’ASVEL lyonnais. Il signe pour quatre ans, mais ne reste que trois ans, dont deux comme capitaine.
Makan Dioumassi part en Iran, au club de Saba : il y rafle tous les titres, de champion d’Iran à celui de champion d’Asie en 2008 avant de prendre sa retraite sportive.

### Équipe nationale
La première sélection de Makan Dioumassi a lieu aux Jeux olympiques de Sydney. Il gagne son ticket d’entrée au terme de plusieurs matchs de qualification où, depuis son poste d’arrière, il fait la démonstration implacable de ses talents de défenseur, muselant par exemple des attaquants comme l’italien Carlton Myers ou l’allemand Topic. Lors du quart de finale contre le Canada, il étouffe Steve Nash.
Il est rappelé pour le championnat d’Europe en Turquie, en 2001. Nouvelle sélection pour les championnats d’Europe, en Suède cette fois, en 2003 : l’équipe de France est alors donnée comme une des meilleures, avec un énorme potentiel. Mais c’est « la grande désillusion » : la France perd en demi-finale contre la Lituanie, et n’arrive même pas à décrocher la médaille de bronze. C'est la dernière participation de Makan Dioumassi à une compétition sous les couleurs de la France.

## Reconversion
Après avoir été consultant à la télévision pour SFR et Canal +, Makan Dioumassi passe ses diplômes de manager général de club sportif au CDES de Limoges. Il complète sa formation en 2018 pour devenir manager FIBA à la Newcastle Business School de l'Université de Northumbria.
En juin 2020, il devient coach du Rueil Athletic Club Basket, pensionnaire de NM1. L'année suivante, il rejoint Les Sables Vendée Basket également en NM1. Le club ambitionnait alors la montée en Pro B à court ou moyen terme. À cause des mauvais résultats, LSVB se sépare de Dioumassi en novembre 2022.

## Clubs successifs

### Comme joueur
- 1992 - 1993 :	 PSG Racing (Pro A et espoirs)
- 1993 - 1994 :	 CO Saint-Brieuc (Pro B)
- 1994 - 1995 :  Tours BC (Pro B)
- 1995 - 1997 :  Montpellier PB (Pro A)
- 1997 - 2000 :  Le Mans SB (Pro A)
- 2000 - 2001 :	
  -  Pallacanestro Trieste (LegA)
  -  Imola Basket (LegA)
- 2001 - 2002 :	 CDB Séville (Liga ACB)
- 2002 - 2003 :  Hyères-Toulon VB (Pro A)
- 2003 - 2005 :  ASVEL Lyon-Villeurbanne (Pro A)
- 2007 - 2008 :  Saba Battery (Iran Super League)

### Comme entraineur
- 2020-2021 :  Rueil AC (NM1)
- 2021-2022 :  Les Sables VB (NM1)

## Palmarès

### En sélection
- Médaille d’Argent aux Jeux olympiques de Sydney : 2000